# Pazifische Dekaden-Oszillation

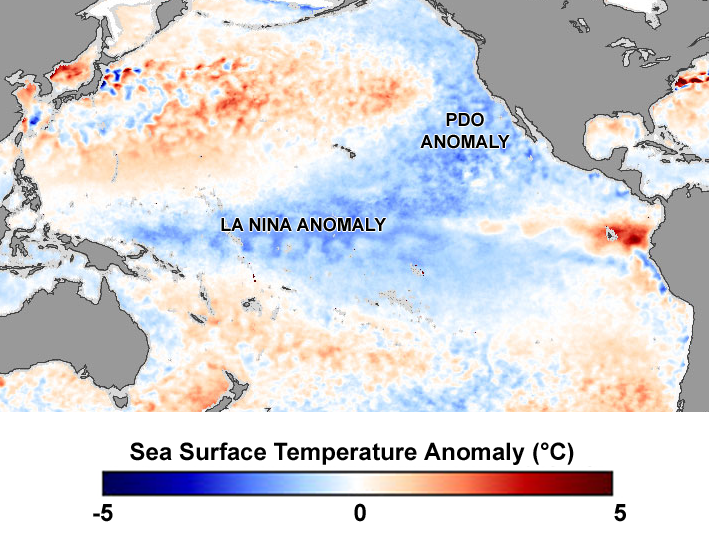
La Niña-Anomalie und PDO-Anomalie der Meeresoberflächentemperaturen in der Zeit vom 14. bis 21. April 2008

Verlauf der PDO zwischen 1900 und heute

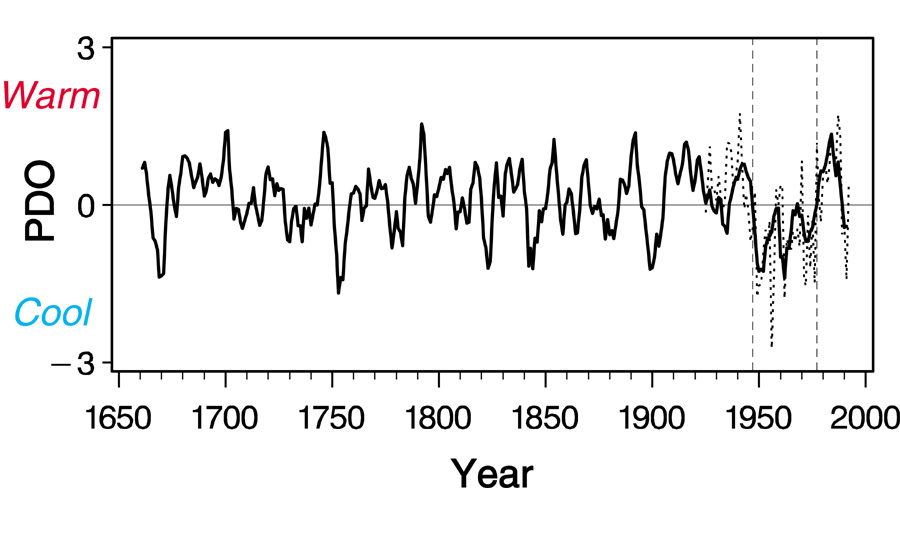
Mit Hilfe von Baumringchronologien aus Südkalifornien rekonstruierte PDO-Ereignisse seit dem Jahr 1660

Die Pazifische Dekaden-Oszillation (Abkürzung PDO; englisch pacific decadal oscillation) bezeichnet eine abrupte Änderung der Oberflächentemperatur im nördlichen Pazifischen Ozean.
Das Phänomen der pazifischen Dekaden-Oszillation wurde 1996 von Steven Hare von der University of Washington erkannt und benannt. Die durch die PDO bestimmte Anordnung von Warm- und Kaltwassergebieten im nördlichen Pazifik prägt die Hauptströmungsrichtung des Jetstreams und hat damit langfristige und signifikante Auswirkungen auf das Wettergeschehen.
Zustandsänderungen der PDO korrelierten mit größeren Veränderungen im Ökosystem des nordöstlichen Pazifiks: Warm-Phasen hatten eine höhere biologische Produktivität in den Küstenregionen Alaskas, jedoch eine verringerte Produktivität abseits der Westküste der USA zur Folge. Kaltphasen zeigten ein invertiertes Nord-Süd-Muster im Hinblick auf die Produktivität dieser maritimen Ökosysteme.

## Wirkung
Folgende Klimaanomalien in Nordamerika gehen mit extremen Phasen der PDO einher:
| Klimaanomalie                                                                        | PDO-Warmphase           | PDO Kaltphase           |
| ------------------------------------------------------------------------------------ | ----------------------- | ----------------------- |
| Oberflächentemperaturen des nordöstlichen und tropischen Pazifik                     | ↗ Überdurchschnittlich  | ↘ Unterdurchschnittlich |
| Lufttemperaturen im Nordwesten Amerikas (Oktober–März)                               | ↗ Überdurchschnittlich  | ↘ Unterdurchschnittlich |
| Lufttemperaturen im Südosten der USA (Oktober–März)                                  | ↘ Unterdurchschnittlich | ↗ Überdurchschnittlich  |
| Niederschlagsmenge im Süden der USA / Norden Mexikos (Oktober–März)                  | ↗ Überdurchschnittlich  | ↘ Unterdurchschnittlich |
| Niederschlagsmenge im Nordwesten Nordamerikas und bei den großen Seen (Oktober–März) | ↘ Unterdurchschnittlich | ↗ Überdurchschnittlich  |
| Schneemenge im Nordwesten Nordamerikas im Frühling                                   | ↘ Unterdurchschnittlich | ↗ Überdurchschnittlich  |
| Überflutungsrisiko an der Nordwest-Pazifikküste im Winter und Frühling               | ↘ Unterdurchschnittlich | ↗ Überdurchschnittlich  |

Unabhängige Studien deuten darauf hin, dass es im vergangenen Jahrhundert lediglich zwei vollständige PDO-Zyklen gab: Ein kaltes PDO-Regime, das von 1890 bis 1924 und von 1947 bis 1976 andauerte, wohingegen warme PDO-Regimes die Jahre von 1925 bis 1946 und von 1977 bis Mitte der 1990er bestimmten. PDO-Fluktuationen im 20. Jahrhundert fanden in zwei Zyklen statt: Einer hatte eine Dauer von 15–25 Jahren, der andere eine Dauer von 50–70 Jahren. Die größten dekadenweiten Zustandsänderungen der PDO im Zeitraum von 1706 bis 1977 fanden im Jahre 1750, 1905 und 1947 statt. Die ausgeprägte bi-dekadische Oszillation des PDO-Index war vom späten 18. bis zur Mitte des 19. Jahrhunderts nur in abgeschwächter Form sichtbar.
Die PDO unterscheidet sich wesentlich von der El Niño-Southern Oscillation (ENSO): PDO-Ereignisse hielten im 20. Jahrhundert für eine Dauer von 20 bis 30 Jahren an, wohingegen ENSO-Ereignisse nur 6 bis 18 Monate andauerten. Zum anderen machen sich PDO-Ereignisse in der Nordpazifik-Region Amerikas bemerkbar, mit geringeren Effekten in tropischen Regionen. Beim ENSO verhält es sich jedoch genau umgekehrt.
El Niño-Ereignisse können durch eine Kaltphase der PDO abgeschwächt, La-Niña-Ereignisse dagegen verstärkt werden. Im Jahr 2008 wurde ein Wechsel der PDO hin zu einem kalten Regime festgestellt, was die Auswirkungen des bestehenden La Niña verstärkte.
Es ist nicht bekannt, welche Mechanismen hinter der PDO stecken. Daher besteht nur eine geringe Vorhersagbarkeit dieses Klimafaktors. Einige Klimamodelle zeigen PDO-ähnliche Oszillationen, jedoch aus meist unterschiedlichen Gründen. Die Güte dekadengenauer Klimaprojektionen wird vom Verständnis des hinter der PDO stehenden Mechanismus bestimmt. Aber auch ohne eine genaue Theorie verbessern Detailkenntnisse über die PDO jahresbezogene Klimavorhersagen für die Region Nordamerika, denn ein Zustand hat meist über viele Jahre Bestand. Alexander et al. (2008) konnten mit Hilfe eines statistischen Modells den Zustand der PDO über einen Zeitraum von bis zu 4 Jahren mit guten Ergebnissen vorhersagen; die von der NOAA herausgegebenen PDO-Vorhersagen werden mit Hilfe dieses Modells erstellt.
Die Eigenschaft der PDO, über Jahrzehnte in einem Zustand zu verbleiben, zeigt, dass sich „normale“ Klimabedingungen über einen Zeitraum unterscheiden können, die in etwa der Dauer eines Menschenlebens entspricht.